# Saltos ornamentais no Campeonato Mundial de Esportes Aquáticos de 2019 - Trampolim 3 m sincronizado misto
A prova do trampolim 3 m sincronizado misto dos saltos ornamentais no Campeonato Mundial de Esportes Aquáticos de 2019 foi realizada no dia 20 de julho, em Gwangju, na Coreia do Sul. 

## Calendário
Horário local (UTC+9). 
| Fase  | Data        | Hora  |
| ----- | ----------- | ----- |
| Final | 20 de julho | 15:30 |

## Medalhistas
| Ouro                                         | Prata                                          | Bronze                                  |
| Austrália · Matthew Carter · Maddison Keeney | Canadá · François Imbeau-Dulac · Jennifer Abel | Alemanha · Lou Massenberg · Tina Punzel |

## Resultados
A final foi realizado no dia 20 de julho. 
| Pos.              | Nacionalidade  | Saltadores                           |        |
| Pos.              | Nacionalidade  | Saltadores                           | Pontos |
| ----------------- | -------------- | ------------------------------------ | ------ |
| Medalha de ouro   | Austrália      | Matthew Carter Maddison Keeney       | 304.86 |
| Medalha de prata  | Canadá         | François Imbeau-Dulac Jennifer Abel  | 304.08 |
| Medalha de bronze | Alemanha       | Lou Massenberg Tina Punzel           | 301.62 |
| 4                 | Reino Unido    | Tom Daley Grace Reid                 | 298.47 |
| 5                 | Estados Unidos | Briadam Herrera Maria Coburn         | 295.95 |
| 6                 | México         | Osmar Oliveira Dolores Hernández     | 288.30 |
| 7                 | Ucrânia        | Stanislav Oliferchyk Viktoriya Kesar | 282.84 |
| 8                 | Colômbia       | Sebastián Villa Diana Pineda         | 279.87 |
| 9                 | Nova Zelândia  | Anton Down-Jenkins Elizabeth Cui     | 274.80 |
| 10                | Rússia         | Sergey Nazin Kristina Ilinykh        | 273.24 |
| 11                | Malásia        | Muhammad Puteh Nur Dhabitah Sabri    | 271.29 |
| 12                | Irlanda        | Oliver Dingley Clare Cryan           | 266.49 |
| 13                | Itália         | Maicol Verzotto Elena Bertocchi      | 261.60 |
| 14                | Suécia         | Vinko Paradzik Emma Gullstrand       | 253.62 |
| 15                | Coreia do Sul  | Kim Ji-wook Kim Su-ji                | 249.90 |
| 16                | Brasil         | Luis Moura Tammy Takagi              | 249.30 |
| 17                | Chile          | Donato Neglia Alison Maillard        | 242.64 |
| 18                | Egito          | Mohab Ishak Maha Eissa               | 112.50 |